# Manay
Manay è una municipalità di terza classe delle Filippine, situata nella Provincia di Davao Oriental, nella Regione del Davao.
Manay è formata da 17 baranggay:
- Capasnan
- Cayawan
- Central (Pob.)
- Concepcion
- Del Pilar
- Guza
- Holy Cross
- Lambog
- Mabini
- Manreza
- New Taokanga
- Old Macopa
- Rizal
- San Fermin
- San Ignacio
- San Isidro
- Zaragosa